# Louis Joubin
Louis Marie Adolphe Olivier Édouard Joubin (27 de fevereiro de 1861 — 24 de abril de 1935) foi um zoólogo francês.
Professor do Museu Nacional de História Natural em Paris, ele publicou vários trabalhos a respeito de nemertinos, quetognatas, cefalópodes e outros moluscos.
O Joubiniteuthis portieri foi nomeado em sua honra.